# Рейхсбаннер
Союз республиканских фронтовиков (нем. Bund republikanischer Kriegsteilnehmer e. V.) или «Рейхсбаннер Шварц-Рот-Гольд» (нем. Reichsbanner Schwarz-Rot-Gold) — антифашистская организация в Германии в 1924—1933 годах. В отличие от Союза красных фронтовиков, состояла в основном из либералов, социал-демократов и консерваторов, признававших парламентскую демократию.

## История

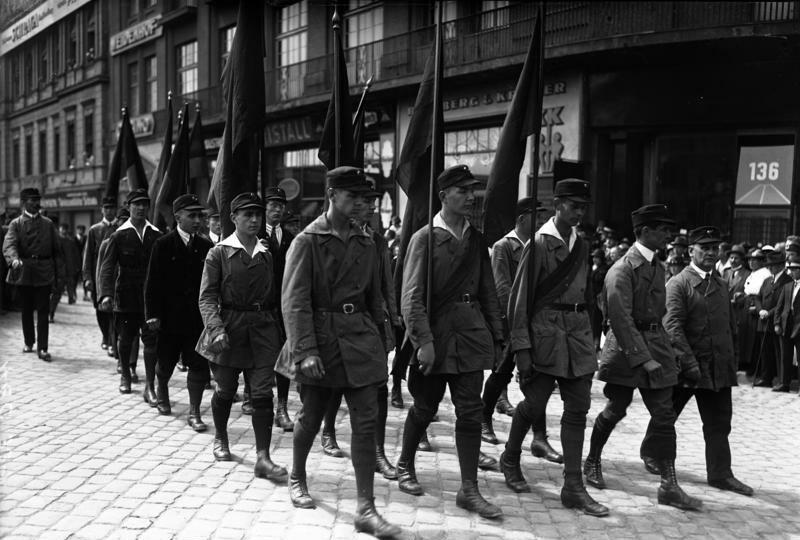
Парад отрядов Рейхсбаннера. 1930

Организация была основана 22 февраля 1924 года (до этого только у СДПГ существовали отряды самообороны) в Магдебурге в ответ на пивной путч правых и гамбургское восстание коммунистов в 1923 году. Основные формирования осуществляли защиту социал-демократических, либеральных и т. п. митингов и демонстраций от попыток их разгона со стороны профашистских группировок, в некоторых случаях происходили столкновения Рейхсбаннера с другой антифашистской организацией — Союзом красных фронтовиков, в некоторых случаях они кооперировались против фашистов, охранные формирования Рейхсбаннера следили за внутренним порядком во время этих митингов и демонстраций и пресекали попытки провокаций со стороны фашистов. К 1932 году, по собственным данным организации, Рейхсбаннер насчитывал более трёх миллионов человек, численность боевых отрядов «Рейхсбаннера» составляла около 200 000 человек. В руководстве Рейхсбаннера преобладали социал-демократы.
В 1953 году была создана одноимённая и схожая по идеологии организация, но существенного влияния не имеет.

## Организационная структура
Рейхсбаннер состоял из гау (gau), по одной на избирательный округ, каждое из которых могло выставить по несколько основных (Stammformationen) и охранных формирований (Schutzformationen), гау из местных групп (ortsgruppe) по одной на район или город земельного (или окружного) подчинения. 
Высшим органом Рейхсбаннера являлась имперская конференция (Reichskonferenz), между конференциями — правление (Bundesvorstand), состоявшее из председателя (Bundesvorsitzender), который по должности являлся командующим Рейхсбаннера (Bundesführer), осуществлявшего боевое командование, заместителей председателя, казначея (Bundesschatzmeister), кассира (Bundeskassierer), секретаря и заседателей.
Гау
Высший орган гау — окружная конференция (Gaukonferenz), между окружными конференциями — окружное правление (Gauvorstand), состоявшее из председателя окружного правления (Gauvorsitzender) и заседателей. Председатель гау по должности являлся командующим гау Рейхсбаннера (Gauführer).
Местные группы
Высший орган местной группы — общее собрание (Mitgliederversammlung), между общими собраниями — правление местной группы (Ortsgruppenvorstand), состоявшее из председателя местной группы (Ortsgruppenvorsitzender) и членов правления.
Основные формирования
Основными формирования Рейхсбаннера были дружины (kameradschaft), в крупных гау - батальоны (abteilung) по 3-4 в каждом. Каждый батальон состоял из 3-4 дружин, каждая дружина - из 2-3 взводов (zug), каждый взвод - из 2-5 отделений (gruppe)).
Охранные формирования
Основными охранными формированиями были дружины.
Смежные организации
Молодёжная организация Рейхсбаннер — Юнгбаннер, состоявшая из гау, крупные гау - из местных групп, каждая местная группа могла выставить несколько дружин (kameradschaft), дружины состояли из взводов (zug), взводы из отделений (gruppe). Во главе Юнгбаннера стоял молодёжный руководитель союза (bundesjugendleiter), во главе гау Юнгбаннера — окружной молодёжный руководитель (gaujugendleiter). Ещё одной молодёжной организацией Рейхсбаннера был «Авангард» (Vortrupps). Женская организация — Республиканский женский союз (Republikanischer Frauenbund).
Печатные издания
Центральный печатный орган - «Иллюстрирте Рейхсбаннер-Цайтунг» («Illustrierte Reichsbanner-Zeitung»)

## Приветствие
Формой приветствия рейхсбаннера было произнесение «Фрайхайт» («Freiheit») с поднятым кулаком над головой.

## Униформа
Униформой Рейхсбаннера являлась защитная полувоенная форма с защитными фуражками, бриджами, сапогами или ботинками с крагами (нем. Ledergamaschen) или с обмотками (нем. Wikkelgamaschen).